# Śląsk (miesięcznik ilustrowany)
Śląsk. Miesięcznik ilustrowany – miesięcznik popularnonaukowy poświęcony historii i kulturze Śląska. Wydawany w Jeleniej Górze (na okładce: Wrocław-Jelenia Góra) w latach 1946-1948 przez Śląski Zespół Wydawniczy. Kolegium redakcyjne tworzyli: Stefan Kuczyński (red. nacz.), Edward Kozikowski (red. literacki), a w 1946 roku także Kazimierz Majewski i Ludwik Skurzak. „Śląsk” ukazywał się w formacie 29x20,7 cm, a numery pisma liczyły od 24 do 40 stron. W miesięczniku zamieszczano fotografie (monochromatyczne), szkice i mapy konturowe. Zeszyt pierwszy, który kosztował 20 zł, ukazał się w marcu 1946 r. Siedziba redakcja i administracji pisma znajdowała się na ul. Norwida 9 w Jeleniej Górze. „Śląsk” drukowano w Zakładach Graficznych Wojskowego Instytutu Naukowo-Wydawniczego (oddz. w Jeleniej Górze).
Na łamach „Śląska” ukazywały się artykuły historyczne, etnograficzne, literaturoznawcze i językoznawcze, traktujące przede wszystkim o Śląsku i Ziemiach Zachodnich, a także recenzje, kronika wydarzeń kulturalnych, przegląd prasy, reklamy sudeckich uzdrowisk. W piśmie publikowali m.in.: Władysław Czapliński, Paulina Czernicka, Roman Grodecki, Zdzisław Hierowski, Paweł Hulka-Laskowski, Andrzej Jochelson, Franciszek Kącki, Stanisław Kolbuszewski, Jerzy Kowalski, Stefan Kuczyński, Stanisław Kulczyński, Anna Kutrzebianka, Maciej Łach, Ludwik Łakomy, Marta Majewska, Ewa Maleczyńska, Karol Maleczyński, Tadeusz Mikulski, Bolesław Olszewicz, Krystyna Pieradzka, Kazimierz Piwarski, Władysław Pociecha, Jan Reychman, Stanisław Rospond, Karol Stojanowski, Anna Strzelecka, Eugeniusz Szermentowski, Alfons Szyperski, Witold Taszycki, Julia Teisseyre, Eugenia Triller, Julia Turska-Straszewska, Helena Waniczkówna, Józef Widajewicz, Adam Żurawski. W miesięczniku zamieszczano fotografie J. Mańkowskiego.
Czasopismo było adresowane głównie dla osób przesiedlonych z Kresów Wschodnich. Ostatni numer ukazał się z okazji Wystawy Ziem Odzyskanych.